# Eugène Znosko-Borovsky
Eugène Znosko-Borovsky ursprünglich russisch Евгений Александрович Зноско-Боровский/ Jewgeni Alexandrowitsch Snosko-Borowski, wiss. Transliteration Evgenij Aleksandrovič Znosko-Borovskij; (* 16. Augustjul. / 28. August 1884greg. in Pawlowsk; † 31. Dezember 1954 in Paris) war ein französischer Schachspieler und -autor russischer Herkunft.
Die deutschsprachigen Ausgaben seiner Bücher sind unter dem Namen Eugène Snosko-Borowsky (oder seltener Borowski) erschienen.

## Leben
Nach seiner Schulausbildung war er Soldat im Russisch-Japanischen Krieg. Er wurde an der rechten Hand verwundet und mit dem Georgskreuz ausgezeichnet. Auch im Ersten Weltkrieg war er Soldat und wurde abermals, diesmal an den Beinen, verwundet. Nach dem Krieg lebte er einige Monate in Kaukasien und leitete dort ein Theater. Im Jahre 1920 gelangte er nach Paris und arbeitete dort für russische Zeitschriften. Er betätigte sich auch als Schriftsteller und Theaterkritiker.

## Schachkarriere
Znosko-Borovsky war vor der Oktoberrevolution ein führender Meisterspieler der St. Petersburger Schachgesellschaft. Er erhielt nach seiner Teilnahme am internationalen Turnier in Nürnberg 1906 den Meistertitel verliehen, nachdem er bereits 1906 in Ostende seinen ersten internationalen Auftritt hatte. Znosko-Borovsky nahm an verschiedenen All-Russischen Meisterschaften teil, wobei er 1907/08 in Łódź den dritten Platz (mit Henryk Salwe) teilte. Während des Russischen Bürgerkrieges 1920 emigrierte er nach Frankreich und wurde in Paris ansässig. Er nahm hier die französische Staatsbürgerschaft an. Znosko-Borovsky gelangen im Verlaufe seiner Schachkarriere in einzelnen Partien Siege über herausragende Spieler seiner Zeit, wie José Raúl Capablanca, Akiba Rubinstein, David Janowski und Siegbert Tarrasch, doch hatte er bis auf einen dritten Platz in Nizza 1930 sowie den Gewinn der Pariser Meisterschaft 1931 überwiegend mittlere Plätze in internationalen Turnieren belegt. 1941 besiegte er in Paris den französischen Meister Amédée Gibaud in einem Wettkampf mit 7,5:2,5 (+7 =1 −2).
Seine beste historische Elo-Zahl war 2613 im Dezember 1914.

## Schachautor
Bereits in seiner russischen Phase betätigte sich Znosko-Borovsky rege als Schachautor. Er leitete u. a. die Schachspalte der St. Petersburger Zeitung Newa und brachte sein erstes Buch heraus. Seine späterhin in verschiedene Sprachen übersetzten Werke wurden äußerst populär und begründeten seinen Ruhm als ausgezeichneter Autor.

## Werke (Auswahl)
- Puti razwitia schachmatnoj igry [Entwicklungswege der Schachpartie], St. Petersburg 1910. (russ.)
- Teorija serediny igry w schachmatach, Leningrad 1925 (russ.) deutsche Ausgabe: Das Mittelspiel im Schach, Joachim Beyer Verlag, Eltmann 2016, ISBN 978-3-95920-010-3.
- Kapablanka i Alechin, Paris 1927.
- Comment il ne faut pas jouer aux échecs, Paris 1930 (frz.) deutsche Ausgabe: So darfst du nicht Schach spielen, Joachim Beyer Verlag, Eltmann 2013, ISBN 978-3-940417-40-4.
- Comment on devient brillant joueur d’échecs [Wie man ein brillanter Schachspieler wird], Paris 1935. (frz.)
- Traps on the chessboard, London 1938 (engl.). Deutsche Erstausgabe: Eröffnungsfallen am Schachbrett, Walter de Gruyter Berlin 1939; Neuauflage im Joachim Beyer Verlag, Eltmann 2014, ISBN 978-3-940417-72-5.
- How to play chess endings [Wie man Schachendspiele spielt], Philadelphia 1940. (engl.)